# نساء بالأسود

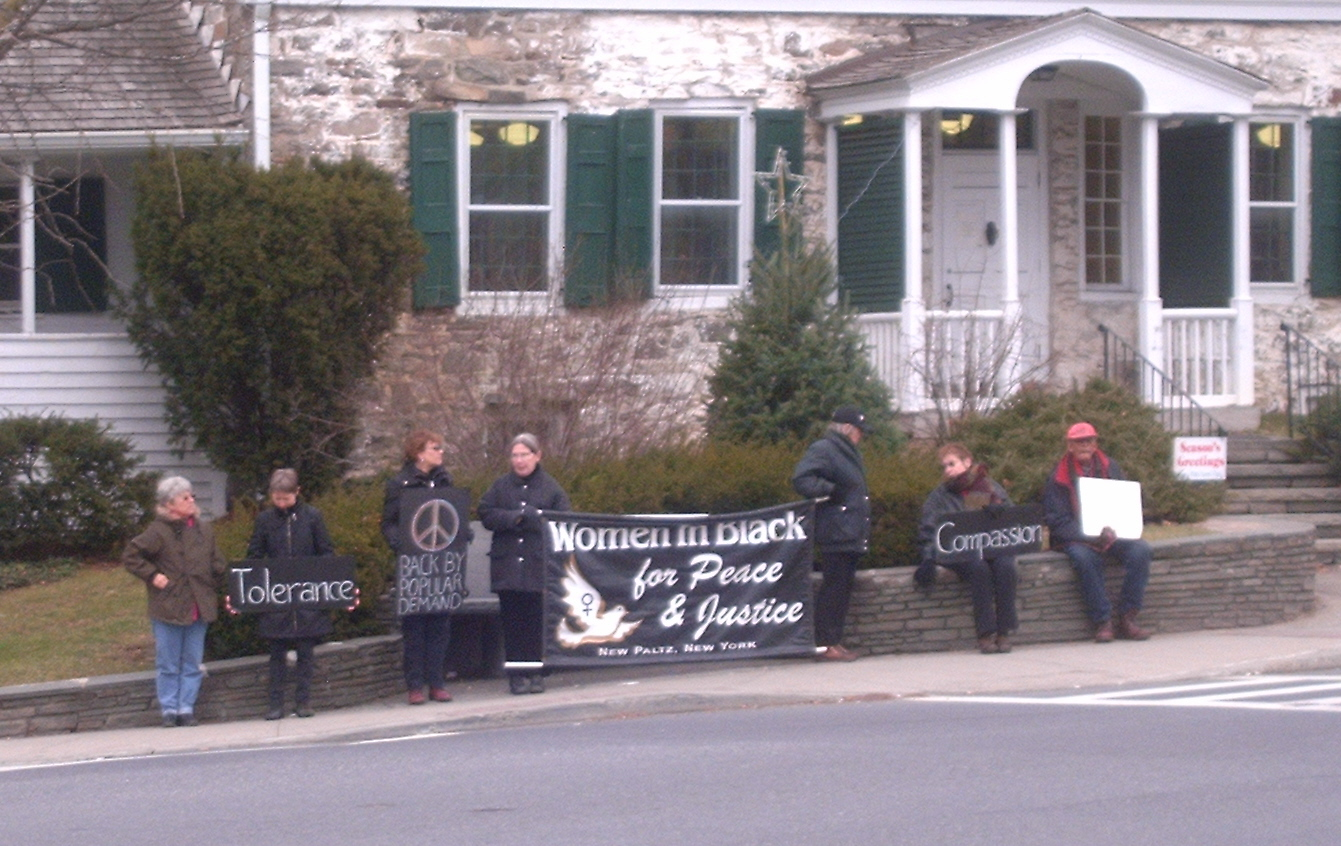
Women in Black staging a protest in نيو بالتز

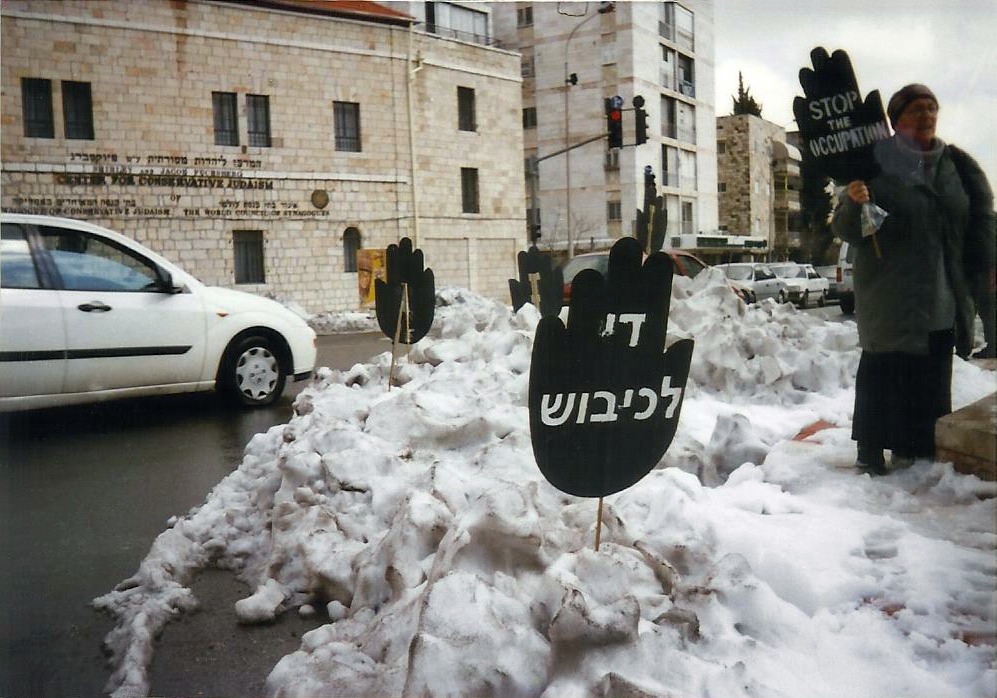
Women in Black staging a protest in Paris Square، القدس, with the distinctive black علامة قفs calling "Stop the occupation" in three languages

نساء بالأسود: (بالعبرية: נשים בשחור، Nashim BeShahor) هو حركة نسائية مناهضة للحرب مع ما يقدر بنحو 10,000 النشطاء في جميع أنحاء العالم. تم تشكيل المجموعة الأولى من قبل النساء الإسرائيليات في القدس في عام 1988، بعد اندلاع الانتفاضة الأولى.

## التاريخ
ورداً على ما اعتبروه انتهاكات خطيرة لحقوق الإنسان من قبل الجنود الإسرائيليين في الأراضي المحتلة، نظمت النساء وقفة احتجاجية كل يوم جمعة في وسط القدس، مرتدين ثياباً سوداء حدادا على جميع ضحايا النزاع. في البداية لم يكن للمجموعة اسم ولكن تم التعرف عليها بسرعة بالملابس السوداء، والتي ساعدت أيضًا على خلق مظاهرات مميزة يصعب تجاهلها
وسرعان ما انتشرت هذه المبادرة في مواقع مختلفة في إسرائيل، حيث كانت هناك نساء يقام أسبوعيا في الميادين الرئيسية للمدن أو عند تقاطعات الطرق السريعة بين المدن. وكما تقرر في وقت مبكر، لم تتبن الحركة أي برنامج رسمي غير معارضة الاحتلال. كانت المجموعات المحلية تتمتع بالاستقلالية في البت في قضايا مثل ما إذا كان يجب فتح المشاركة للرجال أو النساء، وكان هناك الكثير من الاختلافات السياسية من مكان إلى آخر.
في ذروة الانتفاضة، كان هناك ثلاثين وقفة احتجاجية في مواقع مختلفة في جميع أنحاء البلاد. تضاءل العدد بشكل حاد بعد اتفاقية أوسلو في عام 1993، عندما بدا أن السلام مع الفلسطينيين كان في متناول اليد، ثم انتشلوا مرة أخرى عندما أثبتت أحداث العنف  أن الأمل كان سابق لأوانه.
بدأت الوقفات الاحتجاجية الأولى في بلدان أخرى تضامناً مع الجماعة الإسرائيلية، لكنها احتضنت بعد ذلك قضايا اجتماعية وسياسية أخرى. كانت مجموعة «نساء بالسواد» في يوغسلافيا السابقة جديرة بالملاحظة بشكل خاص، حيث واجهت في التسعينات القومية المتفشية والكراهية وسفك الدماء، وغالباً ما كانت تواجه العنف من القوميين.
تقف نساء بالسواد في الهند ضد الأصولية الهندوسية والعنف الذي تلحقه بالنساء. نساء بالسواد في إيطاليا يحتجون على الحرب والجرائم المنظمة. في أستراليا، يقف WIB ضد العنف المنزلي.
في حين أن كل مجموعة حر في متابعة أهدافها وأنشطتها، فإن النساء يحتفظن بالاتصال المنتظم عبر البريد الإلكتروني والإنترنت، ويعقدن مؤتمرات دولية سنوية. التكتيك الأكثر شيوعًا هو الوقوف بشكل دوري في أماكن عامة مختلفة، عادة في صمت تام ما لم يسأل المشاة أسئلة، والتي تتصاعد في بعض الأحيان إلى حجج مكتملة. تُدعى المجموعة النسائية «نساء بالسواد» «نساء من أجل غد إسرائيل» اللاتي يرتدين عادة قبعات خضراء.
أقيم تجمّع WIB لعام 2015 في الهند، بنغالور بمشاركة عدة منظمات نسوية.

## الموقف السياسي
في إسرائيل، تنتمي «نساء بالسواد» في إحدى المنظمات العديدة إلى اليسار الراديكالي.

## الجدل
في إحدى الحالات، اتهمت مجموعة من «نساء بالسواد» في الولايات المتحدة بالسخرية وإظهار عدم احترام الجنود الأمريكيين. كان فصل أثينا وجورجيا موضوع رسالة إلى صحيفة «أثينا راية هيرالد» في أكتوبر / تشرين الأول 2007 احتجاجاً على أن شخصاً مجهولاً، قال إنه ليس عضواً في الجيش، زُعم أنه يرتدي زي الجيش الأمريكي، أزرار سياسية عليها، وعقدت علامات السلام مع نساء بالسواد.
وقيل إن نساء بالسواد في أوستن، بتكساس، يعقدون صلاة أسبوعية ضد القصف الأمريكي لأفغانستان بعد هجمات 11 سبتمبر.

## الجوائز
وفي عام 2001، مُنحت الحركة جائزة الألفية للسلام للمرأة التي قدمها صندوق الأمم المتحدة الإنمائي للمرأة، وفي نفس العام، تم ترشيح المجموعات الإسرائيلية والصربية لجائزة نوبل للسلام.

## قائمة المراجع
1. ↑  Melanie S. Rich, Kalpana Misra (2003). Jewish feminism in Israel : some contemporary perspectives. Hanover, NH: Brandeis University Press, Published by University Press of New England. pp. 114–5. ISBN 9781584653257.
2. ↑  Dale Spender, Cheris Kramarae (2004). Routledge International Encyclopedia of Women: Global Women's Issues and Knowledge. Routledge. p. 1517. ISBN 9781135963156. Retrieved 7 September 2015.
3. ↑  Waller, Marguerite; Rycenga, Jennifer (2004-11-23). Frontline Feminisms: Women, War, and Resistance. Routledge. ISBN 9781135954543.
4. ↑  "RAWA member attends 'Women in Black' conference in India « RAWA". www.rawa.org. Retrieved 2017-12-11.
5. ↑  Svirsky, Marcelo (2013). Arab-Jewish Activism in Israel-Palestine. Ashgate Publishing. p. 5. Retrieved 3 September 2015.
6. ↑  Charles A. Jones, Jr.: Peace protesters must respect U.S. soldiers Athens Banner-Herald, 3 October 2007
7. ↑  Encyclopedia of women in today's world. Thousand Oaks, Calif.: Sage Reference. 2011. pp. 1562–3. ISBN 9781412976855. |first1= missing |last1= in Authors list (help)

## External links
- Official website
- UK branch website
- Women in Black documents Israeli Left Archive
- Twenty years' anniversary of the Women in Black Women's News